# Bulbul œil-de-feu
Pycnonotus erythropthalmos
Espèce
Statut de conservation UICN

 LC  : Préoccupation mineure
Le Bulbul œil-de-feu (Pycnonotus erythropthalmos) est une espèce de passereaux de la famille des Pycnonotidae.

## Répartition

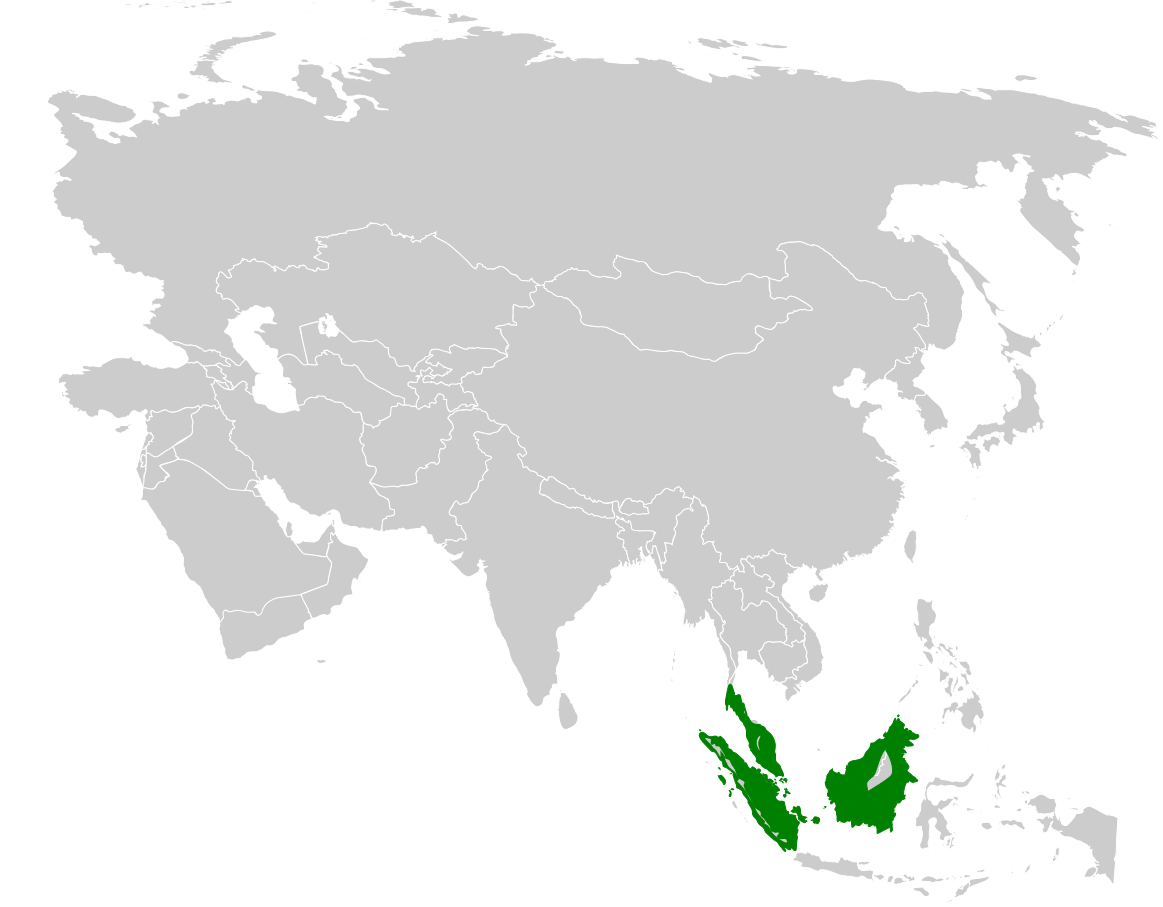
Aire de répartition du bulbul œil-de-feu

Il est endémique d'Asie du Sud-Est.

## Linguistique
Son nom en langue malaise est Merbah Kecil.